# Giovannino de' Grassi

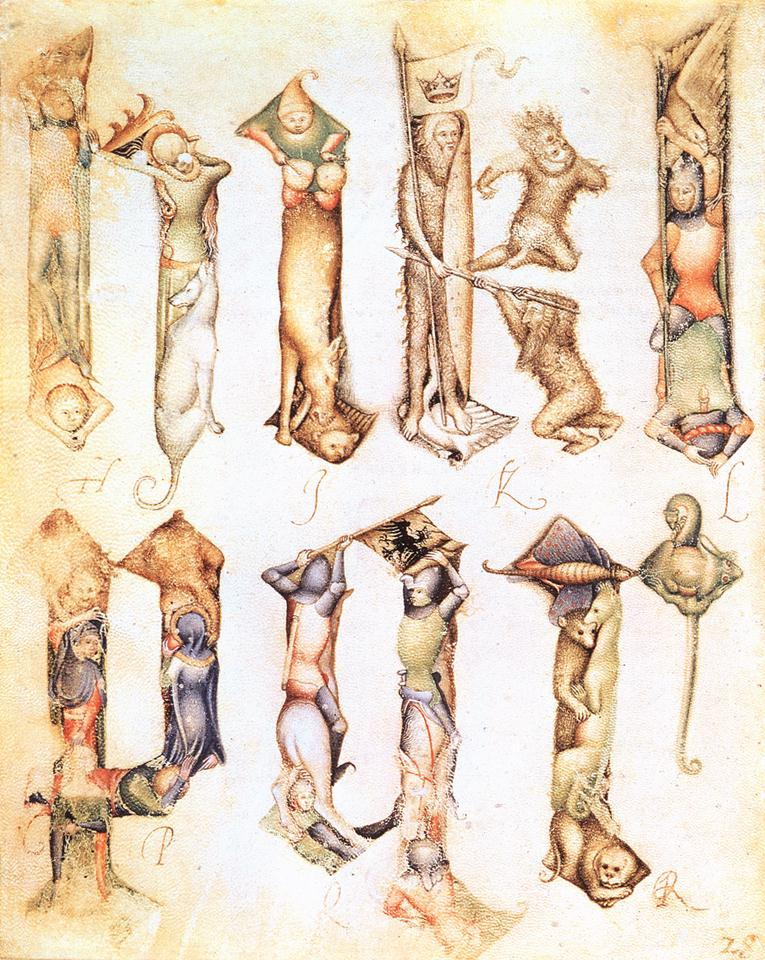
Enluminures de lettres, Biblioteca Civica, Bergame

Giovannino de' Grassi (Milan, 1350 – 5 juillet 1398) est un peintre, un sculpteur, un architecte et un enlumineur italien du XIVe siècle.

## Biographie
En 1392, Giovannino de' Grassi travailla comme sculpteur et architecte pour le chantier du Dôme de Milan mais sont plus connues ses œuvres comme peintre et dessinateur, comme le montrent ses illustrations, datant de 1370, sur 50 feuilles de l'Offiziolo de Gian Galeazzo Visconti avec des scènes de paysages et des images naturalistes (conservées à la Bibliothèque nationale centrale de Florence - en partie terminées par Belbello da Pavia).
Giovannino est le père de Salomone de' Grassi lui aussi peintre et architecte.

## Œuvres
Il illustre un livre d'heures (Offiziolo) commandé par Jean Galéas Visconti pour Filippo Maria Visconti, duc de Milan (commencé par en 1401 et continué trente ans plus tard par Belbello da Pavia), conservé à la Bibliothèque nationale centrale de Florence.
Son Taccuino dei disegni (carnet de croquis conservé à la bibliothèque Angelo Mai de Bergame) est considéré comme l'exemple plus important de l'art gothique tardif italien, avec ses scènes d'activités quotidiennes, animales et des images de la nature. Réalisé vers la fin du Trecento (XIVe siècle italien) pour la cour des Visconti, il comprend 77 dessins et 24 lettres ornées.
On lui attribue également les illustrations du Codex Astensis (chronique de la ville d'Asti de 1065 à 1353).